# NGC 3918
NGC 3918 – mgławica planetarna ósmej wielkości, znajdująca się w konstelacji Centaura. Została odkryta 3 kwietnia 1834 roku przez Johna Herschela. Według różnych szacunków mgławica ta jest odległa od 4900 do 6800 lat świetlnych od Ziemi.
Wyglądem przypomina Urana, ale ma trzykrotnie większe rozmiary kątowe. Przez amatorski teleskop można dostrzec centralną gwiazdę obiektu, jedenastej wielkości. 